# Munda (Spagna)
Le pianure e le colline di Munda, l'antica colonia romana nella Betica (Hispania), furono lo scenario della battaglia di Munda del 17 marzo del 45 a.C., una vittoria degli eserciti di Giulio Cesare sui pompeiani comandati da Tito Labieno, Gneo Pompeo il Giovane e Sesto Pompeo; questi ultimi erano i figli del defunto Pompeo Magno. La battaglia fu l'ultima della guerra civile romana, combattuta da Cesare contro gli ottimati.
Anche se si sono fatte diverse ipotesi riguardo alla sua posizione, non c'è alcun elemento per sceglierne una con certezza, perché tutte hanno qualcosa a favore e qualcun'altra contro, e non ci sono iscrizioni probatorie di carattere geografico, per cui la questione della posizione esatta di Munda rimane aperta.
Il giorno precedente la battaglia, il 16 marzo, Cesare aveva inseguito Gneo Pompeo da Ucubis (Espejo), raggiungendolo a mezzogiorno a Ventippo, forse Casariche (Siviglia), Gilena (Siviglia) o il villaggio di Santaella, nella Campiña Sur Cordobesa.

## Proposte tradizionali
Tradizionalmente gli storici avevano ubicato questa città e la scena della battaglia,  Campus Mundensis , in molti luoghi diversi, tra le quali godeva di più favore il villaggio malagueño di Monda - seguendo le opinioni di Ambrosio de Morales, Rodrigo Caro o Enrique Flórez –, seguita da Montilla – difesa da Miguel Cortés y López e altri –, oltre che per la logica vicinanza con Corduba (Córdoba) e Obulco (Porcuna).
Sebbene nel 1857, l'accademico Rafael Atienzas y Huertas e nel 1861 i fratelli Oliver Hurtado abbiano ragionato molto a favore di Ronda la Vieja (Anicipo), vicino Ronda, finì per imporsi Los Llanos de Vanda, presso l'attuale Montilla, seguendo la rigorosa proposta del 1887 del colonnello Eugène Stoffel, collaboratore di Napoleone III che, dopo essere stata fortemente appoggiata da Adolf Schulten nel 1940, non ha avuto ulteriori discussioni.

## Proposte moderne
A queste località si sommarono nuove proposte di localizzazione: nel Cerro de La Atalaya (1973) e nell'Alto de las Camorras (1984-1986), entrambe nel territorio della moderna Osuna, a cinque chilometri di distanza una dall'altra.
Scavi realizzati nel Cerro de las Balas e agli Llanos del Águila, presso La Lantejuela, a metà strada tra Osuna e Écija. Questa teoria è sostenuta anche da iscrizioni trovate in entrambe le città, che onorano la città di Astigi (Écija) per il suo appoggio a Cesare durante la guerra.
C'è anche un'altra zona che è stato difesa come sito in cui ha avuto luogo questa battaglia, sulla collina in cui si trova il castello di Alhonoz o Aljonoz, antica fortezza araba situata nel territorio di Herrera, tra le località di Herrera ed Écija avendo ai piedi il río Genil.